# Nogent-le-Roi
Nogent-le-Roi è un comune francese di 4 210 abitanti situato nel dipartimento dell'Eure-et-Loir nella regione del Centro-Valle della Loira.

## Società

### Evoluzione demografica
Abitanti censiti